# فيكتوريا ألكسندر
فيكتوريا ألكسندر (بالإنجليزية: Victoria Alexander)‏ (1965، واشنطن العاصمة في الولايات المتحدة)؛ كاتِبة ومؤلِّفة وروائية أمريكية.